# Artem Dolgopyat
Artem Dolgopyat (in ebraico ארטיום דולגופיאט‎?; in ucraino Артем Долгопят?, Artem Dolhopjat; Dnipro, 16 giugno 1997) è un ginnasta israeliano.

## Biografia
Nato in Ucraina, all'età di dodici anni si è trasferito con la sua famiglia in Israele.
Ha partecipato ai Giochi olimpici giovanili di Nanchino 2014 terminando decimo nel concorso generale individuale, ottavo nel corpo libero e quinto nel cavallo con maniglie.
Ai Giochi olimpici estivi di Tokyo 2020 è divenuto campione olimpico nel corpo libero, terminando l'esercizio avanti allo spagnolo Rayderley Zapata ed al cinese Xiao Ruoteng. E' stata la prima medaglia olimpica assoluta vinta da Israele nella ginnastica, la seconda d'oro della storia del Paese, dopo quella ottenuta dal velista Gal Fridman ad Atene 2004, nella Classe Mistral.
Ai Giochi olimpici estivi di Parigi 2024 è arrivato al secondo posto nel corpo libero.

## Palmarès
- Giochi olimpici

Tokyo 2020: oro nel corpo libero
Parigi 2024: argento nel corpo libero
- Mondiali

Montréal 2017: argento nel corpo libero.
Stoccarda 2019: argento nel corpo libero.
Anversa 2023: oro nel corpo libero.
- Europei

Glasgow 2018: argento nel corpo libero.
Stettino 2019: argento nel corpo libero.
Mersina 2020: oro nel corpo libero; bronzo nel volteggio.
Monaco di Baviera 2022: oro nel corpo libero.
Adalia 2023: argento nel corpo libero.
Rimini 2024: argento nel corpo libero.